# Deutsche Leichtathletik-Meisterschaften 1963/Resultate
Der Hauptteil der Wettbewerbe bei den 63. Deutschen Leichtathletik-Meisterschaften wurde einschl. des Marathonlaufs vom 9. bis 11. August 1963 in Augsburg ausgetragen.
In der hier vorliegenden Auflistung werden die in den verschiedenen Wettbewerben jeweils ersten sechs platzierten Leichtathletinnen und Leichtathleten aufgeführt. Eine Übersicht mit den Medaillengewinnerinnen und -gewinnern sowie einigen Anmerkungen zu den Meisterschaften findet sich unter dem Link Deutsche Leichtathletik-Meisterschaften 1963.
Wie immer gab es zahlreiche Disziplinen, die zu anderen Terminen an anderen Orten stattfanden – in den folgenden Übersichten jeweils konkret benannt.
Hier die ausführlichen Ergebnislisten der Meisterschaften:

## Meisterschaftsresultate Männer

### 100 m
| Platz | Athlet, Verein                             | Zeit (s) |
| ----- | ------------------------------------------ | -------- |
| 1     | Alfred Hebauf (SV Salamander Kornwestheim) | 10,3     |
| 2     | Dieter Enderlein (Post-SV Saarbrücken)     | 10,6     |
| 3     | Fritz Obersiebrasse (ASV Köln)             | 10,6     |
| 4     | Manfred Knickenberg (Wuppertaler SV)       | 10,6     |
| 5     | Heinz Schumann (Werder Bremen)             | 10,7     |
| 6     | Heinz Schulten (Dorstener LC)              | 10,7     |

Datum: 10. August

### 200 m
| Platz | Athlet, Verein                             | Zeit (s) |
| ----- | ------------------------------------------ | -------- |
| 1     | Alfred Hebauf (SV Salamander Kornwestheim) | 20,7     |
| 2     | Fritz Roderfeld (Rot-Weiß Oberhausen)      | 21,0     |
| 3     | Klaus Ulonska (ASV Köln)                   | 21,1     |
| 4     | Heinz Schumann (Werder Bremen)             | 21,3     |
| 5     | Jürgen Zerges (SCC Berlin)                 | 21,4     |
| 6     | Hans Jäger (TS Jahn München)               | 21,5     |

Datum: 11. August

### 400 m
| Platz | Athlet, Verein                              | Zeit (s) |
| ----- | ------------------------------------------- | -------- |
| 1     | Jürgen Kalfelder (Wuppertaler SV)           | 46,0     |
| 2     | Johannes Schmitt (ASV Köln)                 | 46,3     |
| 3     | Hans-Joachim Reske (SV Saar 05 Saarbrücken) | 46,4     |
| 4     | Carl Kaufmann (Karlsruher SC)               | 46,7     |
| 5     | Jens Ulbricht (SV St. Georg 1895 Hamburg)   | 46,8     |
| 6     | Johannes Kaiser (Wuppertaler SV)            | 47,1     |

Datum: 11. August

### 800 m
| Platz | Athlet, Verein                     | Zeit (min) |
| ----- | ---------------------------------- | ---------- |
| 1     | Manfred Kinder (Wuppertaler SV)    | 1:51,3     |
| 2     | Arnd Krüger (CSV 1910 Krefeld)     | 1:51,5     |
| 3     | Jörg Balke (Polizei SV Berlin)     | 1:51,6     |
| 4     | Klaus Wengoborski (Wuppertaler SV) | 1:51,7     |
| 5     | Wolfgang Schöll (SSG Darmstadt)    | 1:51,7     |
| 6     | Siegfried Nürnberger (OSV Hörde)   | 1:52,0     |

Datum: 11. August

### 1500 m
| Platz | Athlet, Verein                            | Zeit (min) |
| ----- | ----------------------------------------- | ---------- |
| 1     | Harald Norpoth (DJK SSG Telgte)           | 3:45,0     |
| 2     | Karl Eyerkaufer (FSV Frankfurt)           | 3:45,8     |
| 3     | Klaus Lehmann (Polizei SV Berlin)         | 3:47,0     |
| 4     | Heinz-Gerd Döhrmann (Rot-Weiß Oberhausen) | 3:47,5     |
| 5     | Bernd Windel (Polizei-SV Hannover)        | 3:47,8     |
| 6     | Bodo Tümmler (SCC Berlin)                 | 3:48,0     |

Datum: 11. August

### 5000 m
| Platz | Athlet, Verein                     | Zeit (min) |
| ----- | ---------------------------------- | ---------- |
| 1     | Peter Kubicki (SCC Berlin)         | 14:37,0    |
| 2     | Gottfried Arnold (SSG Darmstadt)   | 14:37,4    |
| 3     | Günter Nordhausen (FTSV Elmshorn)  | 14:37,6    |
| 4     | Hans Tiebing (TuB Bocholt)         | 14:37,6    |
| 5     | Günter Bretag (SV Polizei Hamburg) | 14:44,2    |
| 6     | Horst Flosbach (Solinger LC)       | 14:52,2    |

Datum: 11. August

### 10.000 m
| Platz | Athlet, Verein                    | Zeit (min) |
| ----- | --------------------------------- | ---------- |
| 1     | Peter Kubicki (SCC Berlin)        | 30:26,0    |
| 2     | Horst Flosbach (Solinger LC)      | 30:26,2    |
| 3     | Gottfried Arnold (SSG Darmstadt)  | 30:26,6    |
| 4     | Günter Nordhausen (FTSV Elmshorn) | 30:37,8    |
| 5     | Karl-Heinz Paetow (Hamburger SV)  | 31:06,6    |
| 6     | Kurt Seyfried (Karlsruher SC)     | 31:14,6    |

Datum: 9. August

### Marathon
| Platz | Athlet, Verein                              | Zeit (h) |
| ----- | ------------------------------------------- | -------- |
| 1     | Jürgen Wedeking (SC Dahlhausen)             | 2:28:05  |
| 2     | Gideon Papke (SCC Berlin)                   | 2:29:35  |
| 3     | Wilhelm Heuser (VfL Eintracht Hagen)        | 2:30:28  |
| 4     | Heinrich Arians (TSR Olympia Wilhelmshaven) | 2:31:15  |
| 5     | Lothar Reinshagen (VfL Eintracht Hagen)     | 2:31:57  |
| 6     | Karl-Heinz Speckmann (VfL Wolfsburg)        | 2:33:34  |

Datum: 10. August

### Marathon, Mannschaftswertung
| Platz | Verein, Besetzung                                                                     | Zeit (h) |
| ----- | ------------------------------------------------------------------------------------- | -------- |
| 1     | VfL Eintracht Hagen (Wilhelm Heuser, Lothar Reinshagen, Helmut Knobloch)              | 7:46:55  |
| 2     | TSR Olympia Wilhelmshaven (Heinrich Arians, Hans-Dieter Simonson, Karl-Heinz Sievers) | 7:49:04  |
| 3     | SCC Berlin (Gideon Papke, Hermann Brecht, Günter Thiele)                              | 7:59:33  |
| 4     | TUSEM Essen (August Blumensaat, Hermann Tonnemann, Werner Zaparty)                    | 8:31:17  |
| 5     | OSC Waldniel (Gerd Schulz, Horst Backhuss, Peter Boers)                               | 8:44:58  |
| 6     | Post SV Jahn Freiburg (Klaus Winkler, Bewersdorf, Heinz Rüdiger)                      | 9:03:12  |

Datum: 10. August

### 110 m Hürden
| Platz | Athlet, Verein                       | Zeit (s) |
| ----- | ------------------------------------ | -------- |
| 1     | Klaus Willimczik (USC Mainz)         | 14,1     |
| 2     | Hinrich John (Hannover 96)           | 14,3     |
| 3     | Klaus Nüske (ASV Berlin)             | 14,4     |
| 4     | Walter Pensberger (TSV 1860 München) | 14,4     |
| 5     | Klaus Winter (ASV Berlin)            | 14,6     |
| 6     | Klaus Gerbig (FSV Frankfurt)         | 14,6     |

Datum: 10. August

### 200 m Hürden
| Platz | Athlet, Verein                          | Zeit (s) |
| ----- | --------------------------------------- | -------- |
| 1     | Klaus Gerbig (FSV Frankfurt)            | 23,7     |
| 2     | Horst Gieseler (VfL Bochum)             | 23,7     |
| 3     | Willi Holdorf (TSV Bayer 04 Leverkusen) | 23,7     |
| 4     | Joachim Hellmich (OSC Berlin)           | 24,3     |
| 5     | Werner Eckle (TSV 1860 München)         | 24,5     |
| DSQ   | Karl Harasek (TV Groß-Gerau)            |          |

Datum: 9. August

### 400 m Hürden
| Platz | Athlet, Verein                            | Zeit (s) |
| ----- | ----------------------------------------- | -------- |
| 1     | Helmut Janz (VfL Gladbeck)                | 49,9 DRe |
| 2     | Ferdinand Haas (TSV Bayer 04 Leverkusen)  | 50,00000 |
| 3     | Jörg Neumann (ASV Berlin)                 | 51,30000 |
| 4     | Guido Müller (SV Salamander Kornwestheim) | 51,40000 |
| 5     | Wolfgang Heise (TSV Bayer 04 Leverkusen)  | 51,50000 |
| 6     | Gerd Loßdörfer (KSV Hessen Kassel)        | 54,00000 |

Datum: 11. August
Mit seiner Siegerzeit von 49,9 Sekunden stellte Helmut Janz seinen eigenen deutschen Rekord ein.

### 3000 m Hindernis
| Platz | Athlet, Verein                             | Zeit (min) |
| ----- | ------------------------------------------ | ---------- |
| 1     | Ludwig Müller (KSV Hessen Kassel)          | 8:57,6     |
| 2     | Manfred Letzerich (Eintracht Wiesbaden)    | 9:04,2     |
| 3     | Ralph Hesse (DJK Würzburg)                 | 9:04,6     |
| 4     | Helmut Neumann (SSG Darmstadt)             | 9:11,0     |
| 5     | Wolfgang Fricke (Polizei-SV Hannover)      | 9:20,6     |
| 6     | Herbert Schantowski (TuS Eintracht Minden) | 9:20,8     |

Datum: 11. August

### 4 × 100 m Staffel
| Platz | Verein, Besetzung                                                                        | Zeit (s) |
| ----- | ---------------------------------------------------------------------------------------- | -------- |
| 1     | ASV Köln (Klaus Ulonska, Jürgen Schüttler, Brinks, Fritz Obersiebrasse)                  | 40,5     |
| 2     | DJK Eintracht 09 Bonn (Rolf Tempelhoff, Jürgen Tartz, Uwe Plachetka, Armin Rosch)        | 40,8     |
| 3     | SV Saar 05 Saarbrücken (Edmund Burg, Hans-Joachim Reske, Weißgerber, Wunn)               | 41,5     |
| 4     | SCC Berlin (Michael Klieber, Jürgen Zerges, Günther, Jens Müller)                        | 41,5     |
| 5     | MTG Mannheim (Hertlein, Schwirkosch, Keßler, Quentin)                                    | 41,6     |
| DSQ   | Salamander Kornwestheim (Werner Müller, Hans-Jürgen Felsen, Alfred Hebauf, Guido Müller) |          |

Datum: 11. August

### 4 × 400 m Staffel
| Platz | Verein, Besetzung                                                                       | Zeit (min) |
| ----- | --------------------------------------------------------------------------------------- | ---------- |
| 1     | Wuppertaler SV (Johannes Kaiser, Klaus Wengoborski, Manfred Kinder, Jürgen Kalfelder)   | 3:10,1     |
| 2     | Hannover 96 (Klaus von Boddien, Dirk Vetter, Fritz Roth, Helmke)                        | 3:12,6     |
| 3     | Hamburger SV (Jürgen Jaenisch, Peter Bock, Peter Hoppe, Klaus Dorau)                    | 3:12,8     |
| 4     | SpVgg. Feuerbach (Dieter Brenner, Hans-Peter Herrmann, Bernhard Schmid, Peter Zeller)   | 3:13,2     |
| 5     | ASV Köln (Paul Pohlkötter, Manfred Keusgen, Schaub, Hans-Dieter Mauel)                  | 3:13,5     |
| 6     | Karlsruher SC (Hans-Jürgen Heckenhauer, Gerhard Stegmann, Werner Hauger, Carl Kaufmann) | 3:15,0     |

Datum: 11. August

### 3 × 1000 m Staffel
| Platz | Verein, Besetzung                                                         | Zeit (min) |
| ----- | ------------------------------------------------------------------------- | ---------- |
| 1     | Polizei SV Berlin (Peter Christ, Jörg Balke, Klaus Lehmann)               | 7:28,4     |
| 2     | TSV Bayer 04 Leverkusen (Bruno Unseld, Lange, Czock)                      | 7:28,8     |
| 3     | Recklinghäuser LC (Wolfgang Peter, Manfred Lubba, Hans-Jürgen Holtermann) | 7:33,2     |
| 4     | TuS 04 Leverkusen (Ferdy Ruloffs, Kurt Block, Rolf Block)                 | 7:33,8     |
| 5     | SpVgg. Feuerbach (Bernhard Havlicek, Götz Brösamle, Manfred Müller)       | 7:34,6     |
| 6     | Sportfreunde Siegen (Donges, Grau, Dieter Bogatzki)                       | 7:36,2     |

Datum: 9. August

### 20-km-Gehen
| Platz | Athlet, Verein                      | Zeit (h)  |
| ----- | ----------------------------------- | --------- |
| 1     | Julius Müller (Eintracht Frankfurt) | 1:34;17,8 |
| 2     | Kurt Schreiber (Post-SV Tübingen)   | 1:34:20,8 |
| 3     | Hannes Koch (Eintracht Frankfurt)   | 1:35:48,0 |
| 4     | Werner Hupfeld (ACT Kassel)         | 1:36:24,2 |
| 5     | Jürgen Krämer (Hypo-Club München)   | 1:37:17,4 |
| 6     | Horst Brüning (Berliner SC)         | 1:37:38,0 |

Datum: 9. August

### 20-km-Gehen, Mannschaftswertung
| Platz | Verein, Besetzung                                                        | Zeit (h)  |
| ----- | ------------------------------------------------------------------------ | --------- |
| 1     | Eintracht Frankfurt I (Julius Müller, Hannes Koch, Bernhard Nermerich)   | 4:48:24,8 |
| 2     | Berliner SC (Horst Brüning, Hans-Jürgen Paul, Walsdorff)                 | 5:00:38,4 |
| 3     | Post-SV Tübingen (Kurt Schreiber, Rolf Baur, Peter Schulze)              | 5:02:38,8 |
| 4     | Eintracht Frankfurt II (Siegmut Halboth, Erich Rodermund, Claus Bartels) | 5:03:13,4 |
| 5     | Meidericher SV (Herbert Staubach, Fritz Seiler, Günter Bartkiewicz)      | 5:04:52,6 |
| 6     | ACT Kassel (Werner Hupfeld, Heinz Lehmann, Klaus Piwonka)                | 5:08:54,2 |

Datum: 9. August

### 50-km-Gehen
| Platz | Athlet, Verein                           | Zeit (h)  |
| ----- | ---------------------------------------- | --------- |
| 1     | Gert Jannsen (Berliner SC)               | 4:18:40,0 |
| 2     | Hannes Koch (Eintracht Frankfurt)        | 4:29:530  |
| 3     | Kurt Schreiber (Post-SV Tübingen)        | 4:32:350  |
| 4     | Werner Hupfeld (ACT Kassel)              | 4:34:050  |
| 5     | Bernhard Nermerich (Eintracht Frankfurt) | 4:38:390  |
| 6     | Claus Bartels (Eintracht Frankfurt)      | 4:39:470  |

Datum: 27. Oktober
fand in Eschborn statt

### 50-km-Gehen, Mannschaftswertung
| Platz | Verein, Besetzung                                                    | Zeit (h) |
| ----- | -------------------------------------------------------------------- | -------- |
| 1     | Eintracht Frankfurt (Hannes Koch, Bernhard Nermerich, Claus Bartels) | 13:48:19 |
| 2     | ACT Kassel (Werner Hupfeld, Heinz Lehmann, Wawretschek)              | 14:46:53 |
| 3     | Post-SV Tübingen (Kurt Schreiber, Rolf Baur), Peter Schulze)         | 14:48:30 |
| 4     | Eintracht Braunschweig (Walter Stoltz, Laubner, Victor Siuda)        | 14:53:56 |
| 5     | Berliner SC (Gert Jannsen, Mennel, Plotzke                           | 15:21:11 |
| 6     | Meidericher SV (Günter Bartkiewicz, Fritz Seiler, Lehnen)            | 15:22:31 |

Datum: 27. Oktober
fand in Eschborn statt

### Hochsprung
| Platz | Athlet, Verein                      | Höhe (m) |
| ----- | ----------------------------------- | -------- |
| 1     | Herbert Hopf (TG 1848 Würzburg)     | 2,04     |
| 2     | Ingomar Sieghart (TV Moosburg)      | 2,01     |
| 3     | Ralf Drecoll (Buxtehuder SV)        | 2,01     |
| 4     | Gunther Spielvogel (ESV Weil/Rhein) | 1,98     |
| 5     | Wolfgang Schillkowski (TB Wülfrath) | 1,98     |
| 6     | Harald Lindemann (ASV Köln)         | 1,90     |

Datum: 11. August

### Stabhochsprung
| Platz | Athlet, Verein                                | Höhe (m) |
| ----- | --------------------------------------------- | -------- |
| 1     | Wolfgang Reinhardt (TSV Bayer 04 Leverkusen)  | 4,92     |
| 2     | Dieter Möhring (VfL Wolfsburg)                | 4,60     |
| 3     | Wolfgang Pinder (SV Salamander Kornwestheim)  | 4,50     |
| 4     | Peter Tippelt (Stuttgarter Kickers)           | 4,40     |
| 5     | Reinhold Fischer (SV Salamander Kornwestheim) | 4,30     |
| 6     | Günther Schmidt (Schwarz-Weiß West. Hamburg)  | 4,30     |

Datum: 10. August

### Weitsprung
| Platz | Athlet, Verein                        | Weite (m) |
| ----- | ------------------------------------- | --------- |
| 1     | Wolfgang Klein (Hamburger SV)         | 7,74      |
| 2     | Josef Freund (Eintracht Frankfurt)    | 7,61      |
| 3     | Michael Sauer (USC Mainz)             | 7,48      |
| 4     | Hans-Helmut Trense (Polizei SV Kiel)  | 7,37      |
| 5     | Norbert Hermann (Eintracht Frankfurt) | 7,33      |
| 6     | Hans-Joachim Walde (USC Mainz)        | 7,26      |

Datum: 11. August

### Dreisprung
| Platz | Athlet, Verein                            | Weite (m) |
| ----- | ----------------------------------------- | --------- |
| 1     | Michael Sauer (USC Mainz)                 | 15,66     |
| 2     | Hans-Jörg Müller (SV Saar 05 Saarbrücken) | 15,45     |
| 3     | Heinrich Fröhling (SuS Schwarz-Gelb Unna) | 15,42     |
| 4     | Günter Zeiß (KSV Hessen Kassel)           | 15,00     |
| 5     | Dietmar Klose (Hamburger SV)              | 14,90     |
| 6     | Martin Latsch (TV Kierspe)                | 14,76     |

Datum: 10. August

### Kugelstoßen
| Platz | Athlet, Verein                               | Weite (m) |
| ----- | -------------------------------------------- | --------- |
| 1     | Dietrich Urbach (TSV 1860 München)           | 18,03     |
| 2     | Heinfried Birlenbach (Sportfreunde Siegen)   | 16,91     |
| 3     | Werner Heger (USC Heidelberg)                | 16,58     |
| 4     | Josef Klik (KSV Hessen Kassel)               | 16,36     |
| 5     | Friedhard Zastrow (TSV Gaarden/Kiel)         | 16,23     |
| 6     | Karl-Fritz Rüßberg (TSV Bayer 04 Leverkusen) | 16,23     |

Datum: 10. August

### Diskuswurf
| Platz | Athlet, Verein                          | Weite (m) |
| ----- | --------------------------------------- | --------- |
| 1     | Jens Reimers (Rot-Weiß Oberhausen)      | 55,00     |
| 2     | Dietrich Urbach (TSV 1860 München)      | 52,59     |
| 3     | Ferdinand Schladen (KTV Südstern Bonn)  | 52,13     |
| 4     | Werner von Moltke (Stuttgarter Kickers) | 50,87     |
| 5     | Josef Klik (KSV Hessen Kassel)          | 49,75     |
| 6     | Heinrich Helf (TSV 1860 München)        | 49,69     |

Datum: 9. August

### Hammerwurf
| Platz | Athlet, Verein                                | Weite (m) |
| ----- | --------------------------------------------- | --------- |
| 1     | Hans Fahsl (Schwarz-Weiß Westende Hamborn)    | 60,86     |
| 2     | Siegfried Perleberg (TSV Bayer 04 Leverkusen) | 58,98     |
| 3     | Siegfried Lorenz (OSV Hörde)                  | 58,14     |
| 4     | Hans Wulff (KSV Hessen Kassel)                | 58,14     |
| 5     | Heinrich Liewald (USC Mainz)                  | 57,98     |
| 6     | Gerhold Wohlfarth (TSV Bayer 04 Leverkusen)   | 56,85     |

Datum: 10. August

### Speerwurf
| Platz | Athlet, Verein                         | Weite (m) |
| ----- | -------------------------------------- | --------- |
| 1     | Hermann Salomon (USC Mainz)            | 82,19     |
| 2     | Rolf Herings (TSV Bayer 04 Leverkusen) | 75,53     |
| 3     | Peter Mörbel (USC Mainz)               | 72,26     |
| 4     | Herbert Schulz (TV 1860 Fürth)         | 71,88     |
| 5     | Hans Schenk (TSV Bayer 04 Leverkusen)  | 71,10     |
| 6     | Heinrich Zametzer (USC München)        | 69,73     |

Datum: 11. August

### Fünfkampf,1952er Wertung
| Platz | Athlet, Verein                     | P – offiz. Wert. | P – 85er Wert. |
| ----- | ---------------------------------- | ---------------- | -------------- |
| 1     | Gerold Jericho (TSG Tübingen)      | 3488             | 3733           |
| 2     | Gustav Held (SC Hahnheim)          | 3409             | 3672           |
| 3     | Hermann Baumgarten (VfL Stade)     | 3201             | 3563           |
| 4     | Rolf Reebs (TuS Löhnberg)          | 3197             | 3558           |
| 5     | Klaus Beuschel (Polizei SV Berlin) | 3188             | 3570           |
| 6     | Eugen Stumpp (TSV Lautlingen)      | 3168             | 3460           |

Datum: 7. September
fand in Hannover statt
Disziplinen des Fünfkampfs: Weitsprung, Speerwurf, 200 m, Diskuswurf, 1500 m
Anmerkung: Neben der erzielten Punktzahl aus der zum Zeitpunkt der Austragung gültigen Wertungstabelle sind zur besseren Vergleichbarkeit hier auch die nach der Wertungstabelle von 1965 umgerechneten Ergebnisse aufgeführt.

### Fünfkampf, Mannschaftswertung
| Platz | Verein, Besetzung                                                     | Leistung (Pkte) |
| ----- | --------------------------------------------------------------------- | --------------- |
| 1     | Polizei SV Berlin (Klaus Beuschel, Eckard Kaspar, Wolfgang Kardetzky) | 9256            |
| 2     | TuS 04 Leverkusen (Norf, Ruloffs, R. Block)                           | 8847            |
| 3     | VfL Stade (Hermann Baumgarten, Horst Griemsmann, Klaus Brokelmann)    | 8788            |
| 4     | Hamburger SV (Dietmar Klose, Heinz-Jürgen Kalinski, Horst Stelzner)   | 8735            |
| 5     | TSG Tübingen (Gerold Jericho, Heiner Kehse, Haaga)                    | 8639            |
| 6     | VfL Gladbeck (K.-H. Müller, Helmut Janz, Braun)                       | 8164            |

Datum: 7. September
fand in Hannover statt
Anmerkung: Die hier aufgelisteten Punktzahlen ergeben sich aus der zum Zeitpunkt der Austragung gültigen Wertungstabelle.

### Zehnkampf,1952er Wertung
| Platz | Athlet, Verein                           | P – offiz. Wert. | P – 85er Wert. |
| ----- | ---------------------------------------- | ---------------- | -------------- |
| 1     | Willi Holdorf (TSV Bayer 04 Leverkusen)  | 8085             | 7681           |
| 2     | Werner von Moltke (Stuttgarter Kickers)  | 7309             | 7217           |
| 3     | Horst Beyer (VfL Wolfsburg)              | 7095             | 7097           |
| 4     | Heinz Gabriel (Gut Heil Lübeck 1876)     | 6982             | 7049           |
| 5     | Erich Kriegisch (TSV Bad Wörishofen)     | 6591             | 6762           |
| 6     | Manfred Bäcker (TSV Bayer 04 Leverkusen) | 6479             | 6714           |

Datum: 7./8. September
fand in Hannover statt

### Zehnkampf,1952er Wertung– Mannschaftswertung
| Platz | Verein, Besetzung                                                       | Leistung (Pkte) |
| ----- | ----------------------------------------------------------------------- | --------------- |
| 1     | TSV Bayer 04 Leverkusen (Willi Holdorf, Hermann Alms, Manfred Bäcker)   | 21.153          |
| 2     | Stuttgarter Kickers (Werner von Moltke, Uwe Kowarsch, Hans-Dieter Lang) | 18.199          |
| 3     | Gut Heil Lübeck 1876 (Heinz Gabriel, Dettke, Günter Grube)              | 17.707          |
| 4     | TSV Bad Wörishofen (Erich Kriegisch, Bernd Struppek, Viktor Sipple)     | 17.694          |
| 5     | OSC Berlin (Joachim Hellmich, Trabert, Fröhner)                         | 16.418          |
| 6     | VfB Stuttgart (Peter Ohligschläger, Günter Dietrich, Günter Pirath)     | 16.101          |

Datum: 7./8. September
fand in Hannover statt

### WaldlaufMittelstrecke –2,3km
| Platz | Athlet, Verein                             | Zeit (min) |
| ----- | ------------------------------------------ | ---------- |
| 1     | Bernd Windel (Polizei-SV Hannover)         | 6:36,2     |
| 2     | Jörg Balke (Polizei SV Berlin)             | 6:37,0     |
| 3     | Willi Gammel (ASV Köln)                    | 6:37,0     |
| 4     | Wolf-Jochen Schulte-Hillen (SC Münster 08) | 6:39,8     |
| 5     | Werner Girke (VfL Wolfsburg)               | 6:41,4     |
| 6     | Mathias de Luca (Hammer SpVg)              | 6:42,2     |

Datum: 21. April
fand in Rengsdorf statt

### WaldlaufMittelstrecke –2,3km, Mannschaftswertung
| Platz | Verein, Besetzung                                                    | (Pkte)               |
| ----- | -------------------------------------------------------------------- | -------------------- |
| 1     | VfL Wolfsburg (Werner Girke, Alfons Ida, Lutz Krausse)               | 13 (Plätze 05/7/9)   |
| 2     | Hamburger SV I (Hubert Rothärmel, Hans Joachim Blatt, Fritz Stutzer) | 33 (Plätze 11/12/22) |
| 3     | ASV Köln (Willi Gammel, Milbrandt, Hoffmann)                         | 34 (Plätze 03/14/27) |
| 4     | Polizei SV Berlin (Jörg Balke, Heinz Schwarzkopf, Klaus Lehmann)     | 37 (Plätze 02/17/30) |
| 5     | Hamburger SV II (Richter, Hellmut Wolff, D. Bock)                    | 68 (Plätze 23/31/32) |
| 6     | Sportfreunde Siegen (Donges, Braun, U. Schmidt)                      | 76 (Plätze 24/33/40) |

Datum: 21. April
fand in Rengsdorf statt

### WaldlaufLangstrecke –9,6km
| Platz | Athlet, Verein                    | Zeit (min) |
| ----- | --------------------------------- | ---------- |
| 1     | Peter Kubicki (SCC Berlin)        | 29:22,4    |
| 2     | Gustav Disse (SC Dahlhausen)      | 29:33,6    |
| 3     | Hans Hüneke (KSV Hessen Kassel)   | 29:48,2    |
| 4     | Gottfried Arnold (SSG Darmstadt)  | 29:48,4    |
| 5     | Kurt Seyfried (Karlsruher SC)     | 30:00,0    |
| 6     | Günter Nordhausen (FTSV Elmshorn) | 30:00,0    |

Datum: 21. April
fand in Rengsdorf statt

### WaldlaufLangstrecke –9,6km, Mannschaftswertung
| Platz | Verein, Besetzung                                                 | (Pkte)               |
| ----- | ----------------------------------------------------------------- | -------------------- |
| 1     | SC Dahlhausen (Gustav Disse, Jürgen Wedeking, Klaus Vieth)        | 15 (Plätze 02/9/11)  |
| 2     | KSV Hessen Kassel I (Hans Hüneke, Ludwig Müller, Gisbert Wöhleke) | 20 (Plätze 03/4/21)  |
| 3     | SSG Darmstadt (Gottfried Arnold, Hans Siegel, Steinmetz)          | 23 (Plätze 04/16/18) |
| 4     | SCC Berlin (Peter Kubicki, Marc Voigt, Neumann)                   | 43 (Plätze 01/34/38) |
| 5     | Olympia Neumünster (Holz, Werner Lulies, Wriedt)                  | 68 (Plätze 23/31/32) |
| 6     | KSV Hessen Kassel II (Bülow, A. Holeczy, Staege)                  | 76 (Plätze 24/33/40) |

Datum: 21. April
fand in Rengsdorf statt

## Meisterschaftsresultate Frauen

### 100 m
| Platz | Athletin, Verein                  | Zeit (s) |
| ----- | --------------------------------- | -------- |
| 1     | Gudrun Lenze (Hamburger SV)       | 11,8     |
| 2     | Renate Bronnsack (USC Heidelberg) | 12,0     |
| 3     | Jutta Stöck (Hamburger SV)        | 12,0     |
| 4     | Johanna Gaiser (TSV München-Ost)  | 12,1     |
| 5     | Barbara Rumpel (SKG Frankfurt)    | 12,2     |
| DSQ   | Jutta Heine (ASV Köln)            |          |

Datum: 10. August

### 200 m
| Platz | Athletin, Verein                                      | Zeit (s) |
| ----- | ----------------------------------------------------- | -------- |
| 1     | Jutta Heine (ASV Köln)                                | 23,8     |
| 2     | Johanna Gaiser (TSV München-Ost)                      | 24,7     |
| 3     | Waltraud Westphal (CSV Marathon 1910 Krefeld)         | 25,1     |
| 4     | Brigitte Leichtweiß (SSG Darmstadt)                   | 25,3     |
| 5     | Heidrun Bujak (Weiß-Blau Frankfurt)                   | 25,3     |
| 6     | Maria Huber, geb. Hohenbühler (TSV Schwaben Augsburg) | 25,3     |

Datum: 11. August

### 400 m
| Platz | Athletin, Verein                      | Zeit (s) |
| ----- | ------------------------------------- | -------- |
| 1     | Helga Henning (Hannover 96)           | 54,1     |
| 2     | Margarete Buscher (LC Nordhorn)       | 55,4     |
| 3     | Erna Maisack (TV Jahn Plaidt)         | 55,6     |
| 4     | Uta Hemprich (1. FC Kaiserslautern)   | 56,2     |
| 5     | Käthe Fath, geb. Weigel (TG Würzburg) | 57,5     |
| 6     | Marlies Schäffer (TV Werther)         | 58,4     |

Datum: 10. August

### 800 m
| Platz | Athletin, Verein                                       | Zeit (min) |
| ----- | ------------------------------------------------------ | ---------- |
| 1     | Antje Gleichfeld, geb. Braasch (TuS Alstertal Hamburg) | 2:07,1     |
| 2     | Anita Wörner (ABC Ludwigshafen)                        | 2:08,0     |
| 3     | Barbara Decker (TV Hasse-Winterbek Kiel)               | 2:12,6     |
| 4     | Christa Luczak (TuS Meinerzhagen)                      | 2:12,8     |
| 5     | Christa Basche (SCC Berlin)                            | 2:14,2     |
| 6     | Marie-Luise Seiler (Meidericher SV)                    | 2:15,0     |

Datum: 11. August

### 80 m Hürden
| Platz | Athletin, Verein                          | Zeit (s) |
| ----- | ----------------------------------------- | -------- |
| 1     | Erika Fisch (Hannover 96)                 | 10,7     |
| 2     | Inge Schell (TSV 1860 München)            | 10,8     |
| 3     | Jutta Stöck (Hamburger SV)                | 10,9     |
| 4     | Zenta Kopp, geb. Gastl (TSV 1860 München) | 10,9     |
| 5     | Anneliese Karl (Post-SV München)          | 11,2     |
| 6     | Ingrid Schlundt (ASV Köln)                | 11,3     |

Datum: 11. August

### 4 × 100 m Staffel
| Platz | Verein, Besetzung                                                                                | Zeit (s) |
| ----- | ------------------------------------------------------------------------------------------------ | -------- |
| 1     | Hannover 96 (Renate Meyer – geb. Rose, Helga Henning, Erika Fisch, Christa Elsler)               | 46,1     |
| 2     | TSV 1860 München (Eckle, Martha Pensberger – geb. Langbein, Inge Schell, Zenta Kopp, geb. Gastl) | 46,9     |
| 3     | ASV Köln (Cordes, Ingrid Schlundt, Brucker, Jutta Heine)                                         | 46,9     |
| 4     | Hamburger SV (Gerda Paetow – geb. Schnoor, Jutta Stöck, Sigrid Hüttenrauch, Gudrun Lenze)        | 47,2     |
| 5     | SKG Frankfurt (Ebenritter, Barbara Rumpel, Horn, Jehn)                                           | 47,5     |
| 6     | Deutscher Sportklub Düsseldorf (Riks, Doris Schweimanns, Bender, Maria Jeibmann – geb. Arenz)    | 48,2     |

Datum: 11. August

### Hochsprung
| Platz | Athletin, Verein                              | Höhe (m) |
| ----- | --------------------------------------------- | -------- |
| 1     | Marlene Schmitz-Portz, geb. Mathei (ASV Köln) | 1,64     |
| 2     | Rita Kortum (Eintracht Frankfurt)             | 1,64     |
| 3     | Heidemarie Hummel (Turnerschaft Göppingen)    | 1,61     |
| 4     | Ilia Hans (SpVgg. Bissingen)                  | 1,61     |
| 5     | Inge Geurtz (TuS Duisburg 48/99)              | 1,58     |
| 6     | Erika Müller (SV Darmstadt 98)                | 1,58     |

Datum: 10. August

### Weitsprung
| Platz | Athletin, Verein                                         | Weite (m) |
| ----- | -------------------------------------------------------- | --------- |
| 1     | Helga Hoffmann (ATSV Saarbrücken)                        | 6,32      |
| 2     | Zenta Kopp, geb. Gastl (TSV 1860 München)                | 6,15      |
| 3     | Liesel Luxenburger, geb. Jacobi (SV Saar 05 Saarbrücken) | 6,14      |
| 4     | Wilma Wildemann, geb. Fabert (FC Schalke 04)             | 6,10      |
| 5     | Rosita Herms (USC Mainz)                                 | 5,77      |
| 6     | Eva Weimar (LG Garmisch-Partenkirchen)                   | 5,73      |

Datum: 9. August

### Kugelstoßen
| Platz | Athletin, Verein                             | Weite (m) |
| ----- | -------------------------------------------- | --------- |
| 1     | Sigrun Kofink, geb. Grabert (SV 03 Tübingen) | 14,71     |
| 2     | Marlene Klein (LGO Euskirchen)               | 14,63     |
| 3     | Hannelore Keydel (TSV Bayer 04 Leverkusen)   | 14,00     |
| 4     | Liesel Westermann (TuS Solingen)             | 13,88     |
| 5     | Elisabeth Huber (TSV Burghausen)             | 13,67     |
| 6     | Gertrud Schäfer (FC Schalke 04)              | 13,49     |

Datum: 9. August

### Diskuswurf
| Platz | Athletin, Verein                             | Weite (m) |
| ----- | -------------------------------------------- | --------- |
| 1     | Kriemhild Hausmann (Preussen Krefeld)        | 52,89     |
| 2     | Liesel Westermann (TuS Solingen)             | 50,16     |
| 3     | Sigrun Kofink, geb. Grabert (SV 03 Tübingen) | 47,63     |
| 4     | Marlene Klein (LG Olympia Euskirchen)        | 45,66     |
| 5     | Adelheid Schwarz (VfL Wolfsburg)             | 44,87     |
| 6     | Elke Kerskens (FC 03 Süchteln)               | 44,83     |

Datum: 10. August

### Speerwurf
| Platz | Athletin, Verein                               | Weite (m) |
| ----- | ---------------------------------------------- | --------- |
| 1     | Anneliese Gerhards, geb. Jansen (TV Lobberich) | 53,45     |
| 2     | Almut Brömmel (TSV 1860 München)               | 48,06     |
| 3     | Erika Strößenreuther (USC München)             | 47,85     |
| 4     | Christa Dieckvoß (Ratzeburger SV)              | 47,37     |
| 5     | Margot Kowalewski (ASV Berlin)                 | 45,76     |
| 6     | Margot Dammasch (Düsseldorfer SC 99)           | 43,89     |

Datum: 11. August

### Fünfkampf,1955er Wertung
| Platz | Athletin, Verein                           | Leistung (Pkte) |
| ----- | ------------------------------------------ | --------------- |
| 1     | Helga Hoffmann (ATSV Saarbrücken)          | 4618            |
| 2     | Hannelore Keydel (TSV Bayer 04 Leverkusen) | 4502            |
| 3     | Zenta Kopp, geb. Gastl (TSV 1860 München)  | 4418            |
| 4     | Maria Haas, geb. Sturm (1. FC Nürnberg)    | 4409            |
| 5     | Erika Fisch (Hannover 96)                  | 4355            |
| 6     | M. Lück, geb. Müller (KSV Hessen Kassel)   | 4300            |

Datum: 7./8. September
fand in Hannover statt

### Fünfkampf,1955er Wertung– Mannschaftswertung
| Platz | Verein, Besetzung                                                  | Leistung (Pkte) |
| ----- | ------------------------------------------------------------------ | --------------- |
| 1     | Hannover 96 (Erika Fisch, Christa Elsler, Renate Meyer geb. Rose)  | 12.526          |
| 2     | KSV Hessen Kassel (M. Lück – geb. Müller, Dilcher, Leimer)         | 12.333          |
| 3     | TSV 1860 München (Zenta Kopp – geb. Gastl, Inge Schell, Heim)      | 12.162          |
| 4     | Hamburger SV (Leonore Koch – geb. Tauer, Hilke Thymm, Heidi Tauer) | 11.601          |
| 5     | ASV Berlin (Brigitte Liebig, Falk, Werthwein)                      | 11.441          |
| 6     | SV Darmstadt 98 (Erika Müller, Koop, Voigt)                        | 11.295          |

Datum: 7./8. September
fand in Hannover statt

### Waldlauf–1,2km
| Platz | Athletin, Verein                          | Zeit (min) |
| ----- | ----------------------------------------- | ---------- |
| 1     | Anita Wörner (ABC Ludwigshafen)           | 3:51,8     |
| 2     | Barbara Decker (TV Hassee-Winterbek Kiel) | 3:52,4     |
| 3     | Rosemarie Heidel (VfL Wolfsburg)          | 3:52,6     |
| 4     | Erna Maisack (TV Jahn Plaidt)             | 3:54,0     |
| 5     | Rosemarie Nitsch (Post-SG Mannheim)       | 3:54,0     |
| 6     | Irmtraud Wickel (TV 1893 Ebersbach)       | 3:54,0     |

Datum: 21. April
fand in Rengsdorf statt

### Waldlauf–1,2km, Mannschaftswertung
| Platz | Verein, Besetzung                                                   | (Pkte)               |
| ----- | ------------------------------------------------------------------- | -------------------- |
| 1     | VfL Wolfsburg (Rosemarie Heidel, Liane Winter, Schnieber)           | 15 (Plätze 03/9/13)  |
| 2     | TV Hassee-Winterbek Kiel (Barbara Decker, M. Scheurer, D. Scheurer) | 20 (Plätze 02/11/19) |
| 3     | SCC Berlin (Christa Basche, Neumann, Lerch – geb. Wüstenhagen)      | 30 (Plätze 10/14/23) |
| 4     | Post-SG Mannheim (Rosemarie Nitsch, Sigrid König, Fleckenstein)     | 32 (Plätze 05/18/26) |
| 5     | SC Dahlhausen (Rozema, Fischer, Vorkauf)                            | 46 (Plätze 16/24/29) |
| 6     | Polizei SV Köln (Edith Schiller, Böhmer, Czakalla)                  | 50 (Plätze 07/33/35) |

Datum: 21. April
fand in Rengsdorf statt

## Video
- Filmausschnitte u. a. von den Deutschen Leichtathletik-Meisterschaften auf filmothek.bundesarchiv.de, Bereich: 3:09 min bis 5:43 min, abgerufen am 21. April 2021